# Józef Hurtig
Józef Hurtig (ur. 19 marca 1770 roku w Warszawie, zm. 15 sierpnia 1831 tamże) – generał brygady armii Królestwa Polskiego.

## Życiorys
Wywodził się z Moraw, z rodziny, która osiedliła się w Warszawie. Służbę wojskową rozpoczął w 1788 w artylerii. Podporucznik z 1790, porucznik z 1792.
Walczył przeciwko interwencji rosyjskiej i w powstaniu kościuszkowskim 1794. Odznaczył się męstwem i znajomością rzemiosła wojskowego. Awansowany na kapitana.
Po powstaniu poza wojskiem. Od 1806 major w sztabie J. H. Dąbrowskiego i wkrótce dowódca artylerii w 3 Legii. Uczestniczył w interwencji francuskiej w Hiszpanii. Pułkownik z 1811.
Brał udział w wojnie kampanii moskiewskiej i walkach Napoleona w latach 1812–1814. Odznaczył się. Po powrocie do kraju w 1815 dowódca baterii artylerii lekkokonnej w Armii Królestwa Polskiego.
W latach 1817–1820 służył w sztabie korpusu artylerii. Od 1828 komendant twierdzy Zamość.
Awansowany do stopnia generała w 1826. Na tym stanowisku zasłynął z sadystycznego traktowania więźniów politycznych przetrzymywanych w kazamatach twierdzy. Wyjątkowo znęcał się nad członkami Towarzystwa Patriotycznego z majorem W. Łukasińskim.
Po wybuchu powstania listopadowego odwołany do Warszawy, pozostał bez przydziału. Znienawidzony za serwilizm i podejrzany o konszachty z Rosjanami oraz działania na szkodę powstania (później okazało się, że bezpodstawnie).
W czerwcu 1831 aresztowany i podczas rozruchów sierpniowych zamordowany przez motłoch na ulicach Warszawy.
Gen. Hurtig był żonaty z Krystyną Fryderyką Hauke (1774-1823), córką prof. Fryderyka Karola Haukego, siostrą gen. Maurycego Haukego. Ich jedyna córka Aniela ur. ok. 1790 r. wyszła za mąż za Teodora Wiktora Kisielnickiego (1793-1862), naczelnika powiatowego w Płocku, kawalera orderu Legii Honorowej i orderu Virtuti Militari.

## Działalność masońska
Był członkiem loży wolnomularskiej Bracia Zjednoczeni w 1808 roku, członek loży Jedność Słowiańska w 1821 roku.

## Odznaczenia
- Legia Honorowa V.kl. (1807)
- Order Virtuti Militari IV.kl. (1807)
- Legia Honorowa IV. kl. (1812)
- Order św. Anny II.kl z brylantami (1825)
- Order Świętego Stanisława II. kl. (1829[5])